# Calle Obispo (La Habana)

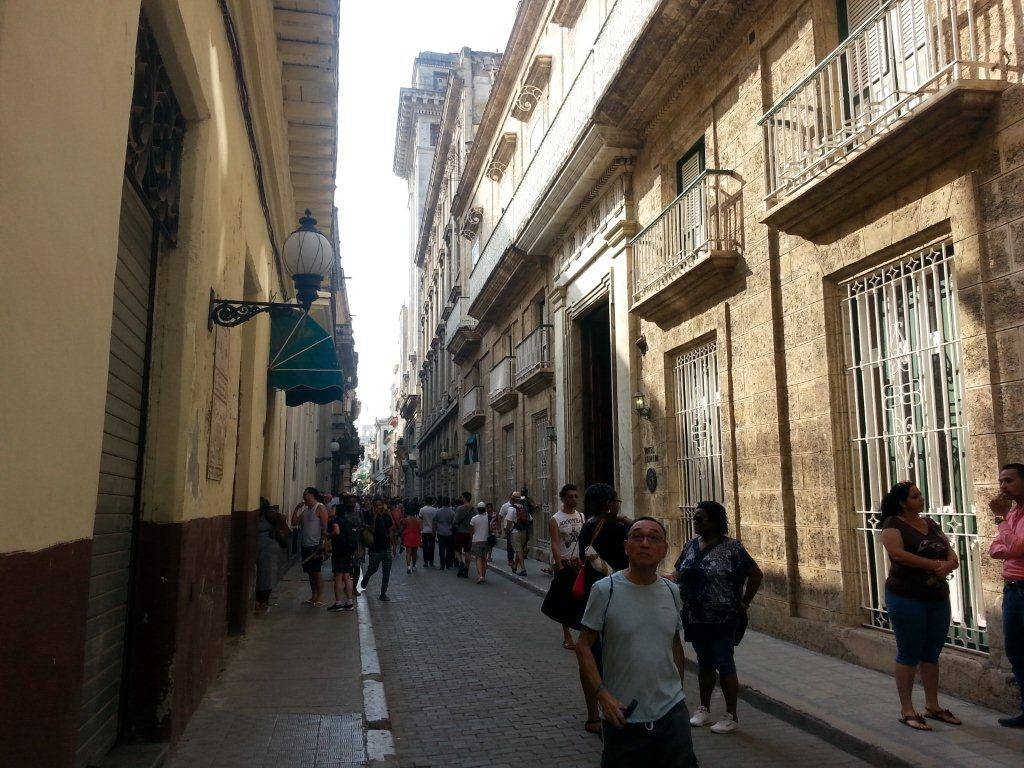
Calle Obispo vista desde la calle Cuba, enero de 2017

La Calle Obispo es una de las calles más famosas y transitadas de La Habana ubicada en el municipio Habana Vieja. Los vehículos tienen prohibido su paso por ella. Las tiendas, restaurantes, ventas de artesanía, librerías, museos, antiguas farmacias y la bella arquitectura de las casas y edificios circundantes la convierten en uno de los sitios más imprescindible de la ciudad. Es el Boulevard más largo de La Habana, y si el peatón que la transita desde la Avenida del Puerto con dirección a Zulueta, y decide continuar por los portales del edificio de Arte Universal del Museo Nacional de Bellas Artes y luego por el Parque Central se puede virtualmente empatar con el Boulevard de San Rafael perteneciente al municipio de Centro Habana. Miles de cubanos y turistas pasean por ella cada día.   

## Historia y ubicación
Es una de las calles más viejas de La Habana, siendo diseñada en el año 1519, cuando se asentó la Villa de San Cristóbal en las cercanías de la bahía homónima de manera definitiva. Durante su historia ha recibido varias denominaciones como: San Juan, Del Obispo, Weyler, Pi Margall, entre otras hasta sumar un total de 47. Desde el año 1936 su nombre ha permanecido como Obispo. 
Casi prácticamente desde los inicios, en la calle siempre han abundado los establecimientos de comercio minoristas a la par de la calle O'Reilly, que es paralela a esta desde su inicio en Zulueta hasta la bahía de La Habana. Con los años fue ganando en importancia y a los pequeños negocios se le unieron otros servicios económicos e incluso edificios públicos, y otros de hasta 9 o 10 pisos con fachadas neoclásicas que contrastan con las viejas casas coloniales. 
Se extiende a lo largo de 11 cuadras desde la calle Zulueta hasta la Avenida del Puerto.  

## Sitios de interés
- Palacio de los Capitanes Generales
- Plaza de Armas
- Museo Nacional de Historia Natural de Cuba
- Obispo 463, Sastrería[2]
- Bar El Floridita
- Museo Numismático
- Mercado "La Luvia de Oro"
- Librería Fayad Jamís[3]
- Casa del Mayorazgo Recio
- Librería La Moderna Poesía
- Ministerio de Finanzas y Precio
- Biblioteca "Rubén Martínez Villena"
- La Casa del agua "La Tinaja"
- Universidad de San Jerónimo[4]
- Instituto Cubano del Libro[5]
- Café París